# Da Siberia al prossimo week-end
Da Siberia al prossimo week-end è un album semiantologico del 1991 dei Diaframma.

## Tracce
1. Siberia (nuova versione) – 4:23
2. Tre volte lacrime (nuova versione) – 4:30
3. Amore prendimi – 4:06
4. Adoro guardarti (nuova voce in studio) – 3:02
5. Un temporale in campagna (nuova voce in studio) – 3:52
6. Caldo – 2:45
7. Gennaio – 4:29
8. L'amore segue i passi di un cane vagabondo – 2:21
9. Voce che chiami – 4:45
10. Gloria – 4:04
11. Il prossimo week-end – 3:29

1-2: nuove versioni registrate in studio. Per entrambi i brani è stato registrato un video promozionale.
3, 11: inediti in studio, outtakes dell'album In Perfetta solitudine.
4-5: stesse versioni dell'album Boxe ma con una nuova voce in studio incisa da Federico Fiumani anziché da Miro Sassolini come sull'originale.
6: stessa versione dell'album Boxe.
7-10: stesse versioni dell'EP Gennaio, qui riproposto nella sua integrità.

## Formazione
- Federico Fiumani - voce, chitarra
- Massimo Bandinelli - basso
- Fabio Provazza - batteria